# Ray MacSharry
Raymond MacSharry, més conegut amb el nom de Ray MacSharry, (Sligo, Irlanda 1938) és un polític que ha estat diverses vegades ministre al seu país i que fou membre de la Comissió Europea entre 1989 i 1992.

## Biografia
Va néixer el 29 d'abril de 1938 a la població de Sligo, situada a la província de Connacht i al comtat del mateix nom.

## Activitat política
Membre del Fianna Fáil (FF), el 1969 fou escollit diputat al Dáil Éireann per la circumscripció de Sligo-Leitrim, escó que no abandonà fins al 1989. El 1979 fou nomenat Secretari d'Estat al Departament de Finances i Obres Públiques, esdevenint el desembre del mateix any Ministre d'Agricultura en el primer govern de Charles Haughey, càrrec que va ocupar fins al jumy de 1981. Posteriorment, entre març i desembre de 1982, fou nomenat Ministre de Finances i Vicepresident del govern.
El 1984 fou escollit eurodiputat al Parlament Europeu, retornant a la política nacional el 1987 en guanyar el seu partit les eleccions legislatives. En el nou govern de Haughey fou nomenat novament Ministre de Finances i Ministre de Servesi Públics. Abandonà novament la política nacional per esdevenir el gener de 1989 Comissari Europeu d'Agricultura i Desenvolupament Rural en la formació de la Comissió Delors II, càrrec que ocupà fins al gener de 1993.